# Feldmarschallleutnant

Insegna da colletto da Feldmarschall-Leutnant dell'esercito austro-ungarico

Il Luogotenente Feldmaresciallo, detto anche in tedesco Feldmarschall-Leutnant, fu un grado militare. Utilizzato sin dal XVII secolo, era il grado immediatamente inferiore a quello di maresciallo di campo, essendone appunto il "luogotenente" ovvero "vice".

## Storia
Il grado fu largamente utilizzato nell'esercito asburgico imperiale a partire dal XVII secolo sino al 1806 e poi nuovamente reintrodotto nell'esercito austro-ungarico sino al 1918, distinguendosi come il secondo grado per i generali sopra quello di Generalmajor (maggiore generale). Il grado venne superato nel 1908 dal grado di General (nelle sue tre accezioni di General der Infanterie, General der Kavallerie e Feldzeugmeister) e nel 1915 da quello di Generaloberst. 
Il rango era in linea con quello usato da altri eserciti come quello prussiano e conosciuto col nome di "Tenente generale". Solitamente il Feldmarschalleutnant aveva il comando di una divisione dell'esercito e aveva diritto al titolo di "eccellenza". Anche dopo il crollo dell'impero asburgico, il rango venne mantenuto nell'esercito ungherese sino alla fine della seconda guerra mondiale.